# Ebenezer Ofori
Ebenezer Ofori (* 1. července 1995, Kumasi, Ghana) je ghanský fotbalový záložník, od roku 2025 hráč klubu Žalgiris.
V roce 2016 se dostal do nejlepší jedenáctky švédské nejvyšší ligy Allsvenskan.

## Klubová kariéra
- New Edubiase United FC (mládež)
- AIK Stockholm 2013–2017
- VfB Stuttgart 2017–2020
- FK Žalgiris 2025–

## Reprezentační kariéra
Ebenezer Ofori nastupoval za ghanské mládežnické reprezentace U17 a U20.